# Max et la belle négresse
Pour plus de détails, voir Fiche technique et Distribution.
Max et la belle négresse (ou Max et sa belle négresse) est un film muet français réalisé par Lucien Nonguet, sorti en 1910.

## Fiche technique
- Titre original : Max et la belle négresse
- Titre alternatif : Max et sa belle négresse
- Réalisation Lucien Nonguet
- Scénario :
- Producteur :
- Société de production : Pathé Frères
- Société de distribution : Pathé Frères
- Pays d'origine :  France
- Langue : film muet avec les intertitres en français
- Métrage :
- Format : Noir et blanc — 35 mm — 1,33:1 — Muet
- Genre : Comédie
- Durée :
- Dates de sortie : 
  -  France : 1910

## Distribution
- Max Linder : Max